# Champagne (película de 2014)
Champagne es una película de suspenso y romance nigeriana de 2014, producida y dirigida por Emem Isong. Está protagonizada por Majid Michel, Alexx Ekubo, Mbong Amata, Susan Peters, Tana Adelana, Kokotso Charlotte, y presenta a Rosemary Zimu como Champagne. Es la primera película de Isong como director.

## Sinopsis
Una pareja joven está en un "matrimonio abierto". Para satisfacer sus necesidades financieras a menudo se citan con personas a las que estafan y luego escapan. Un día conocen al Sr. Douglas ( Majid Michel ), quien los lleva a un viaje inesperado.

## Elenco
- Alexx Ekubo como Tare Hopewell
- Rosemary Zimu como Champagne
- Majid Michel como Mr Douglas
- Mbong Amata como
- Susan Peters como
- Tana Adelana como
- Kokotso Charlotte como
- Padita Agu como
- Anita Chris como

## Producción
Sobre el título de la película Isong afirma: "Sólo quería hacer algo que esté un poco asociado con el brillo y el glamour, así que decidí nombrar al personaje principal "Champagne". Realmente no hay nada más que eso". Se rodó en Johannesburgo, Sudáfrica y Houston, Texas en los Estados Unidos. Rodar en Sudáfrica en particular, planteó un desafío, ya que el Isong nunca había trabajado realmente en el país antes.   Es la primera película de Emem Isong como director;  quien declaró que quería celebrar su 20 aniversario en la industria del cine con Champagne.

## Lanzamiento
El tráiler de Champagne se lanzó el 19 de noviembre de 2014. La película se estrenó en Lagos el 19 de diciembre de 2014. En marzo de 2015 se estrenó en Reino Unido en marzo de 2015.

## Recepción
La película ha recibido críticas negativas, pero la actuación de Rosemary Zimu ha sido elogiada por la mayoría de los críticos. Nollywood Reinvented calificó la película con un 46%, concluyendo: "Alexx Ekubo y Rosemary Zimu actuaron con la fuerza del otro y pudieron mantener la película unida en sus escenas. Alexx está mejorando constantemente como actor y Rosemary lo hace bastante bien para ser una nueva actriz a pesar de que ambos definitivamente podrían haber explorado más profundamente las emociones". Oris Aigbokhaevbolo de True Nollywood Stories dio una crítica negativa, comentando: "Una exploración de esa tensión entre los deberes matrimoniales y las necesidades financieras podría tomar la duración de una película, pero no con esta tarifa de déficit de atención. Un thriller poco convincente en cuanto a romance, ropa casi cómica, y parece que nadie se lo dijo a los actores. A excepción de la recién llegada sudafricana Rosemary Zimu, los actores no parecen estar preparados para el momento decisivo de la película". Samod Biobaku analizó la película y actuaciones (a excepción de la de Zimu) y comentó: "En esta película, Emem [Isong] claramente lucha con la coherencia creativa. Desde la iluminación hasta los diálogos superficiales y esto se convierte en una trama, tan suelta que eventualmente se vuelve dolorosamente inconexa. A mitad de la película, la sensación de que podías salir de la sala de cine y pedirle a un amigo que te contara lo que pasó después resultó ser una opción realista".